# Estrella de Galípoli
La Medalla de Guerra otomana (en turco: Harp Madalyası), más conocida como la Estrella de Galípoli o la Luna Creciente de Hierro (del alemán Eiserner Halbmond, en alusión a la Cruz de Hierro) era una condecoración militar del Imperio otomano, instituida por el sultán Mehmed Reshad V el 1 de marzo de 1915 por valentía en combate. Esta condecoración fue otorgada durante la I Guerra Mundial a las tropas otomanas y de las Potencias Centrales, principalmente en las zonas de combate otomanas.

## Diseño y composición
La condecoración incluía la medalla, el galón y la barra de campaña.
La medalla, de níquel plateado, era una estrella de 5 puntas, de 56 mm de diagonal entre los brazos. Las puntas de las estrellas llevan bolas, y la estrella está perfilada en plata, mientras que el cuerpo es de esmalte rojo. Una luna creciente, abierta en la parte superior, rodea el centro de la medalla. En el centro del creciente está el tughra, o monograma del creador de la medalla, el sultán Mehmed Reshad V, sobre la fecha 1333 del calendario islámico (1915). El reverso es plano.
El galón de la medalla es rojo con puntas blancas. La medida del galón de los combatientes es roja (2,5 mm), blanco (5 mm), roja (29 mm), blanca (5 mm), roja (2,5 mm). Para los no combatientes, los colores se invierten.
La barra de campaña es una parábola apuntando a la derecha, de 56 mm de largo y 7 mm de alto. Está escrito en escritura árabe, citando la campaña específica:
- Chanakkale/Chanak (Gallipoli)
- Gaza
- Kanal
- Kut-al-Amara
- Sanatorio

## Formas de llevarla
Cuando se lleva sobre vestido de etiqueta, la insignia se luce en el centro, por debajo del bolsillo derecho. Sobre el uniforme de diario es sustituida por el galón, que se llevaba en el segundo botón de la guerrera.
Para los condecorados alemanes (normalmente miembro del Asienkorps), la condecoración iba por detrás de su propia Cruz de Hierro de 2ª clase, y el galón del Creciente de Hierro se situaba por debajo de la Cruz de Hierro.
Normalmente no se lucía la barra de campaña.

## Galería

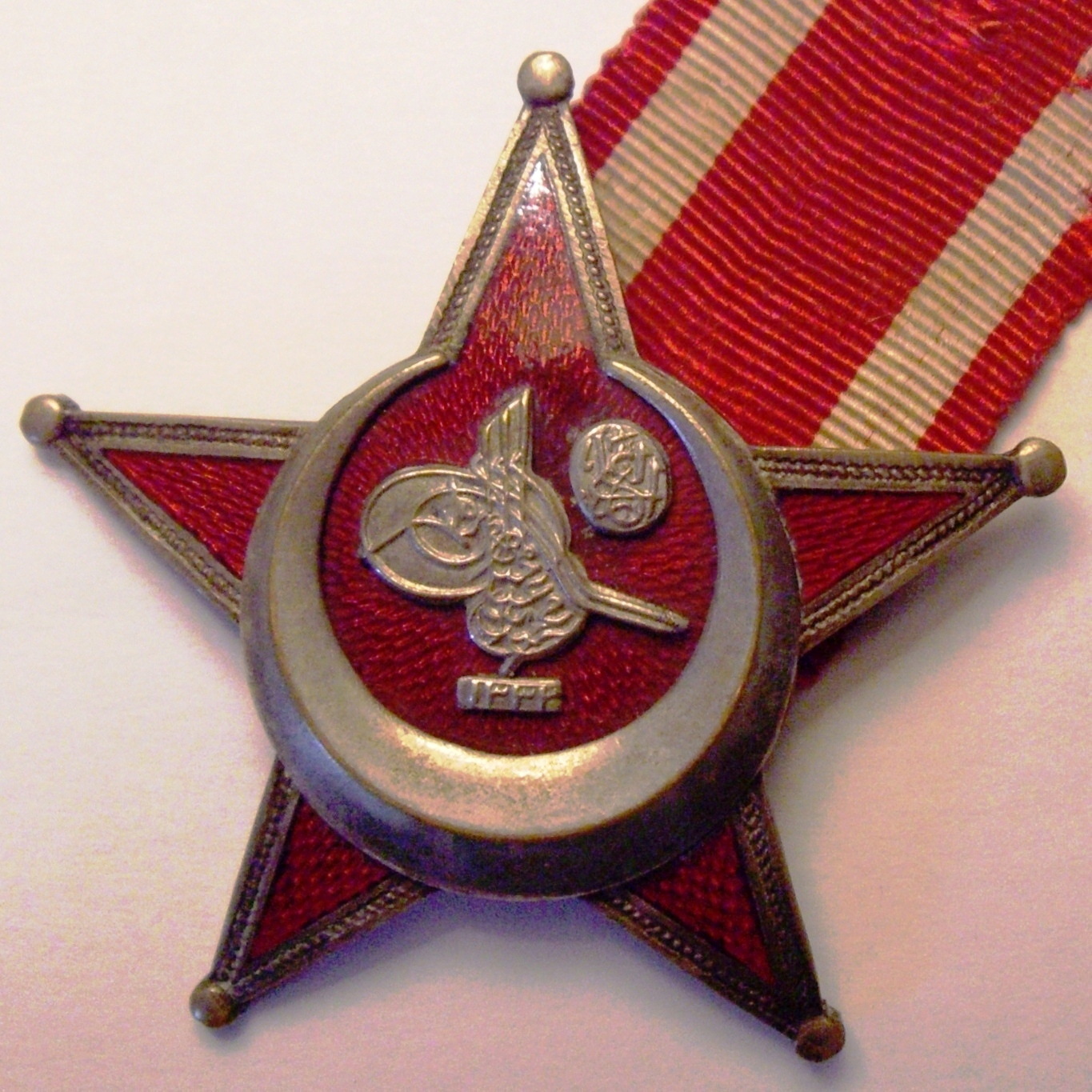
Insignia con cinta
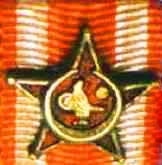
Cinta
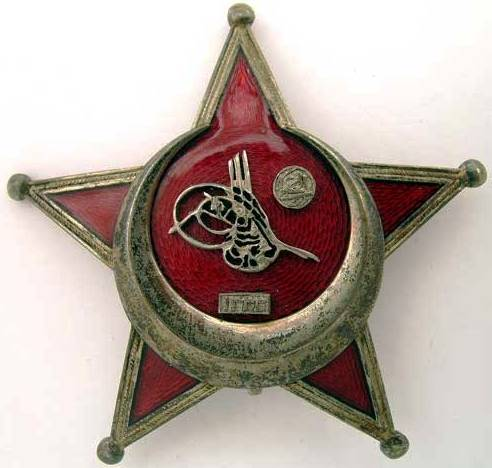
Manufactura turca
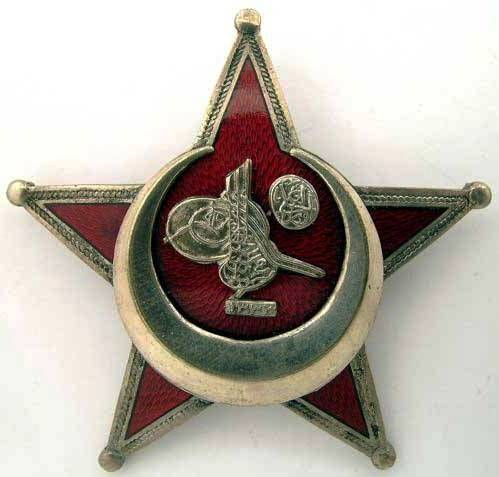
Insignia de B.B. & Co.
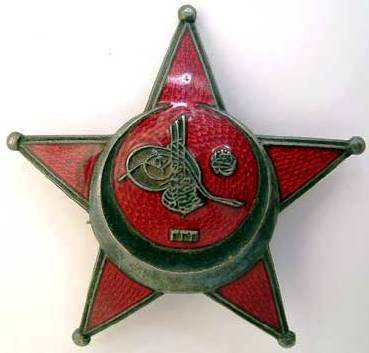
Insignia de Godet
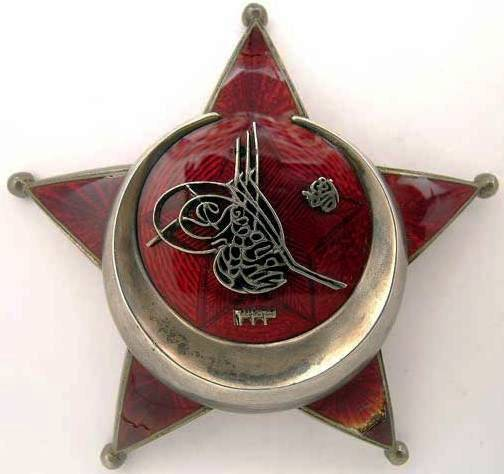
Insignia de J.H. Werner